# La sal de este mar
La sal de este mar (Salt of this sea en inglés) es una película de 2008 de la directora palestina Annemarie Jacir. Fue parte de la selección oficial del Festival de Cannes 2008 en la sección Un certain regard, y fue presentada por Palestina a los Premios Óscar de 2008. Fue premiada en varios festivales internacionales de cine, como el Festival Internacional de Cine de San Sebastián donde se le otorgó un premio Cine en Movimiento, el Cinefan (Festival of Asian and Arab Cinema) donde ganó el premio de la FIPRESCI, el Festival Internacional de Cine de Dubái donde su directora se llevó el premio Muhr Arab al Mejor Guion, y el Festival de Cine de Cartago donde recibió el premio Randa Chahal.

## Sinopsis
Soraya (Suheir Hammad) y Emad (Saleh Bakri) son dos palestinos pero con diferentes metas. Soraya, hija de palestinos, ha vivido toda su vida en Estados Unidos y cuando llega a Palestina decide quedarse para luchar por la causa. En cambio Emad ha vivido toda su vida allí y harto de su mísera vida tiene intención de huir del país y viajar a Canadá.